# محافظة سيم رياب
محافظة سيم رياب هي محافظة في كمبوديا، بلغ عدد سكانها 896٬309  نسمة، في 2008، عاصمتها سيام ريب، تبلغ مساحتها 10٬299 كيلومتر مربع.

## الموقع
تشترك في الحدود مع:
- محافظة أودار ميانتشي.

## التقسيمات الإدارية
- Angkor Chum District [الإنجليزية]‏
- Angkor Thom district [الإنجليزية]‏
- Banteay Srei district [الإنجليزية]‏
- Chi Kraeng District [الإنجليزية]‏
- Kralanh District [الإنجليزية]‏
- Puok District [الإنجليزية]‏
- Prasat Bakong District [الإنجليزية]‏
- Siem Reap municipality [الإنجليزية]‏
- Soutr Nikom District [الإنجليزية]‏
- Srei Snam District [الإنجليزية]‏
- Svay Leu District [الإنجليزية]‏
- Varin district [الإنجليزية]‏.